# 上杉吉憲
上杉 吉憲（うえすぎ よしのり）は、江戸時代中期の大名。出羽国米沢藩5代藩主。山内上杉家21代当主。

## 経歴
貞享元年（1684年）、4代藩主・上杉綱憲の庶長子として誕生した。庶子ではあったが、父と正室の栄姫との間に嫡子がなかったので、栄姫を養母として正式に世子となり、喜平次と改名した。元禄11年（1698年）11月28日、元服し、従四位下・民部大輔に叙任。5代将軍・徳川綱吉の偏諱を受け吉憲を名乗った。元禄16年（1703年）8月21日、父の隠居により家督を継いだ。同日、侍従兼任。
宝永元年9月（1704年9月）、家督相続早々に江戸幕府より江戸城半蔵門・清水門の石垣普請を命じられた。宝永2年（1705年）に米沢に初入部した。またこの年に片山元僑を藩に招く。享保4年（1719年）には弟の勝周に1万石を分与して支藩である米沢新田藩を立藩させた。先述の普請手伝いなどもあって藩財政の窮乏が進み、参勤交代の費用にすら事欠く有様で、享保5年（1720年）の参勤交代の際には藩士の俸禄100石中の300文、人別銭100文を徴収して江戸への路費に充てた。また藩士も各々窮乏し、正徳年間には既に中級武士の馬廻組の中ですら、家財を売って、また細工物をして生計を立てるなどの者も多くなった。
享保7年（1722年）、死去した。享年39。墓所は米沢市。跡を長男の宗憲が継いだ。

## 系譜
- 父：上杉綱憲
- 母：茨木氏
- 養母：栄姫 - 徳川光貞の娘
- 婚約者：久姫 - 黒田綱政の娘
- 婚約者：鍋島綱茂の娘、鍋島吉茂の養女
- 側室：山中氏
  - 長男：宗憲 - 米沢藩6代藩主
  - 次男：宗房 - 米沢藩7代藩主
  - 四男：重定 - 米沢藩8代藩主
- 側室：山本氏
  - 三男：畠山義紀 - 畠山義躬の養子

## 演じた俳優
- 池田秀一（「大忠臣蔵」、1971年、NET）
- 長谷川哲夫（「水戸黄門 第11部」、1980年、TBS）
- 峰蘭太郎（「暴れん坊将軍II」第70話、1984年、テレビ朝日）
- 石原良純（「水戸黄門 第24部」、1996年、TBS）